# 镶黄旗
镶黄旗（穆麟德轉寫：kubuhe suwayan gūsa），又作“厢黄旗”，清代八旗之“头旗”（穆麟德轉寫：fere gūsa）、八旗之首。以镶红边的黄色旗帜而得名。同为上三旗的还有正黄旗和正白旗。

镶黄旗

受汉文化“正副”观念影响，现代民众、影视剧多误认为正黄旗为八旗之首。根据金受申的《北京通》记载，实际上镶黄旗才是八旗头旗，清朝皇帝的户口亦登记在镶黄旗内，称“镶黄旗第一参领第一佐领上御名”。

## 简介
镶黄旗分为满洲、蒙古、汉军三部分，不另设旗主，由清朝皇帝亲自统帅。清朝末期，镶黄旗下辖84个整佐领、2个半分佐领，约有旗丁两万六千人，算上家眷总人口约13万人。《光绪会典事例》记载镶黄旗的佐领的名额比例为：宗室一个、觉罗四个、新满洲四个、蒙古九个、俄罗斯一个、满洲六十五个半。
皇帝和后妃、先朝妃嫔，以及未分府的皇子和未出嫁的公主（皇女）也在此旗。
雍正元年（1723年），依雍正帝的旨意，在北京城中初设八旗都统衙门。其中，镶黄旗满洲、蒙古、汉军都统衙门设于拐棒胡同，是为“该管旗官公所”:60。雍正六年（1728年），奏准将安定门内大街官房一所作为满蒙汉都统衙门:62，共计57间房:72。雍正七年（1729年），奏准满洲都统衙门移设于东直门内大街。:62，官房一所，共计75间:72。乾隆二年（1737年），满洲都统衙门移设安定门大街交道口东官米局，房屋36间。乾隆七年（1742年），购买衙门后房屋31间。乾隆三十五年（1770年），增建23间半。此前的乾隆十九年（1754年），蒙古都统衙门迁移至新桥南，建筑物有41间。汉军都统衙门仍在安定门大街:73。光绪至宣统年间，满洲都统衙门在安定门大街交道口。汉军都统衙门在满洲都统衙门的最北边。蒙古都统衙门在东直门大街北新桥街:75。中国第一历史档案馆馆藏的民国时期调查资料显示，满洲都统衙门在东城交道口东39号。时为大中学校占住，不准入内，亦不得外窥，故未绘草图。蒙古都统衙门在东直门草厂16号。中院关闭，旁院由杂户居住，外窥，拟绘草图。汉军都统衙门在东城交道口南街79号。时为军警察监察处第四分处，不得入内，亦不得外窥，故无草图:76。

## 镶黃旗名人

### 满洲
- 额亦都
- 费英东
- 噶盖
- 鳌拜
- 遏必隆
- 佟国维
- 隆科多
- 尹继善
- 孝賢純皇后
- 傅恆
- 福康安
- 海兰察
- 孝和睿皇后
- 慈安太后
- 伊里布
- 依克唐阿
- 文绣
- 佟国纲
- 孝儀純皇后

### 汉军
- 范承谟
- 高鹗
- 年羹尧
- 英廉
- 张榕
- 施世纶